# Matt Lintz
Matthew Lintz, dit Matt Lintz (né le 23 mai 2001 à Fargo en Géorgie) est un acteur américain.

## Biographie
Il a deux sœurs, Mackenzie Lintz et Madison Lintz, ainsi qu’un frère, Macsen Lintz.

## Filmographie

### Longs métrages
- 2009 : Halloween 2 de Rob Zombie : Mark
- 2010 : The Way Home de Lance W. Dreesen : Tucker Simpkins
- 2011: Comme Cendrillon : Il était une chanson : Victor
- 2014 : Secret d'État de Michael Cuesta : Eric Webb
- 2015 : Crimes and Mister Meanors de Jason Prisk : Kat
- 2015 : Pixels de Chris Columbus : Matty Van Patten

### Séries télévisées
- 2010 : Memphis Beat : Scotty Groves (1 épisode)
- 2011 : American Wives : Chris (1 épisode)
- 2012 : Revolution  : Jack (1 épisode)
- 2013 : Banshee : Horace (1 épisode)
- 2013 : Sleepy Hollow : Thomas Grey (1 épisode)
- 2018 : L'Aliéniste : Stevie Taggert (10 épisodes)
- 2018 - 2019 : The Walking Dead : Henry (11 épisodes)
- 2022 : Ms. Marvel : Bruno Carrelli (6 épisodes)